# Хорнсби, Дэвид
Дэ́вид Хо́рнсби (англ. David Hornsby, род. 1 декабря 1975, Ньюпорт-Ньюс) — американский актёр, сценарист и продюсер. Наиболее известен по роли Мэттью «Колченогого Сверчка» Мары в телесериале «В Филадельфии всегда солнечно». Также он является сценаристом и сопродюсером этого шоу.

## Ранняя жизнь и образование
Хорнсби родился в Ньюпорт-Ньюс, штат Виргиния, но вырос в Хьюстоне, штат Техас. Он обучался актёрскому мастерству в Университете Карнеги — Меллон.

## Карьера
Хорнсби играет Мэттью «Колченогого Сверчка» Мары в ситкоме «В Филадельфии всегда солнечно», а также продюсирует и пишет сценарии для этого шоу. Он появился в роли Стива Хатчинсона в «Шоу Джо Шмо» и в роли Патрика в телесериале «Клиент всегда мёртв». Его первой ролью в анимационном сериале была озвучка Фанбоя в «Фанбой и Чам Чам». Также он сыграл в фильме «Пташка» (2008). Хорнсби появился в фильмах: «Пёрл-Харбор», «Особое мнение» и «Флаги наших отцов» (в последнем он сыграл фотографа Луиса Р. Лоуэри). Он создал подкаст «Йода и я» и участвовал в нём вместе с Лорен Таркунио. Он адаптировал и разработал ситком CBS «Как стать джентльменом», в котором также был ведущим актёром, сценаристом и продюсером; CBS закрыл сериал после одного сезона. Хорнсби является сосценаристом и автором персонажей мультфильма «Бесконтрольные», в котором озвучил главного героя. Сериал также просуществовал один сезон. В 2014 году он создал пилотный эпизод ситкома «Управление полётом» для NBC, действие которого происходит в Космическом центре имени Линдона Джонсона примерно в 1965 году.

## Личная жизнь
С 25 сентября 2010 года Хорнсби женат на актрисе Эмили Дешанель, с которой встречался 3 года до их свадьбы. У супругов есть два сына: Генри Ламар Хорнсби (род. 21.09.2011) и Кэлвин Хорнсби (род. 28.06.2015).
Дэвид является двоюродным братом певца, композитора и автора песен Брюса Хорнсби.